# Reunion in Vienna
Reunion in Vienna er en amerikansk romantisk dramafilm fra 1933, instrueret af Sidney Franklin. Filmen har John Barrymore i hovedrollen som Ærkehertug Rudolf von Habsburg, der var blevet forvist fra Østrig, vender tilbage til Wien for at genforenes med sine tidligere aristokrater og mødes med sin tidligere store kærlighed, der nu er gift med en psykoanalytiker.
Manuskriptet er skrevet af Ernest Vajda og Claudine West baseret på skuespillet af samme navn af Robert Emmet Sherwood.
Filmen blev nomineret til en Oscar for bedste fotografering af George J. Folsey.